# Поліетиленова плівка
Поліетиленова плівка або церата — тонкий шар матерії, виготовлений з поліетилена. Пакувальний поліетилен володіє такими властивостями, як еластичність, вологонепроникність, морозостійкість і гігієнічність. Поліетиленова плівка абсолютно безпечна для здоров'я людини: її можна використовувати навіть для виробництва дитячих товарів. На поліетиленову плівку можливо наносити друк. Перед друком поверхню плівки повинна бути активована за допомогою коронації електричним розрядом, хімічної або плазмовою обробкою. Рівень активації поліетиленової плівки перевіряється за допомогою тесту на змочуваність.

## Плівка світлостабілізована
Гладка поліетиленова плівка, до складу якої входять світлостабілізатори, завдяки яким плівка не розкладається під впливом ультрафіолету. Якість плівки і гарантійний термін експлуатації залежить від кількості вкладається в неї стабілізатора. В 12 місячну плівку додають близько 1% стабілізатора, в 24 місячну — 2%, в 36 — 2,5 — 3%. Для відмінності в цю плівку додають барвники жовтий, червоний, зелений і ін. Барвник через деякий час вигорає, при цьому властивості плівки зберігаються. Застосовується як еластичний матеріал для покриття парників і теплиць.

## Термозбіжна плівка
Еластичний поліетиленовий матеріал, який скорочується при нагріванні і при цьому щільно обтягує упаковані в нього вироби. Термозбіжна плівка випускається у вигляді рукава, напіврукава і полотна, ширина від 150 мм до 2500 мм з фальцами і без. Діапазон товщин термозбіжної плівки — від 10 мкм до 200 мкм.
Відсоток поздовжньої усадки не менше 40-80%, поперечної 10-50%. Існують також композиційні термоусадочні плівки з додавання різних компонентів для підвищення фізико-технічних властивостей.

## Армована плівка
Армована поліетиленова плівка — має підвищену міцність і довговічністю.